# Fouille d'images
La fouille d'images (« Image mining ») est le domaine de l'analyse et de l'extraction de connaissances appliquée aux images sous leurs diverses formes. Elle se situe à l'intersection de la vision par ordinateur, de la compréhension visuelle de l'image, de l'exploration de données, de l'intelligence artificielle et de l'algorithmique.
Les techniques utilisées sont :
- l'indexation ;
- la récupération de l'image ;
- la classification ;
- le clustering (regroupement hiérarchique ou partitionnement de données) ;
- les règles d'association[1].

## Clustering
La segmentation est une tradition en exploration de données. Il n'est donc pas étonnant de retrouver des techniques permettant de segmenter des images.

### Clustering hiérarchique

#### Définition
En utilisant, les outils mis au point en théorie de l'Espace d'échelle, on peut segmenter hiérarchiquement une image.
Si {\displaystyle p(x):\mathbb {R} ^{2}\rightarrow \mathbb {R} } est une correspondance continue d'une image, on sait bâtir une famille de fonctions {\displaystyle P(x,\sigma )=p(x)*g(x,\sigma )} où {\displaystyle g(x,\sigma )={\frac {1}{(\sigma ^{2}2\pi )}}e^{\frac {-\|x\|^{2}}{2\sigma ^{2}}}} est une gaussienne.
 
Pour chaque {\displaystyle y\in \mathbb {R} ^{2}} pour lequel {\displaystyle P(x,\sigma )} atteint un maximum local, à un facteur d'échelle donné, on définit le                                                 Blob de lumière (« light blob ») de la manière suivante : 
{\displaystyle \mathrm {B} _{y}=({x_{0}\in \mathbb {R} ^{2}:\lim _{t\to \infty }x(t,x_{0})=y}),x(t,x_{0})} étant une solution du système d'équation différentielle :
{\displaystyle {\begin{cases}{\frac {dx}{dt}}=\bigtriangledown _{x}P(x,\sigma )\\x(0)=x_{0}\end{cases}}}
{\displaystyle y} est le centre du Blob de lumière, tous les blobs forment une partition de {\displaystyle \mathbb {R} ^{2}}. Les maximum locaux satisfont l'équation {\displaystyle \bigtriangledown _{x}P(x,\sigma )=0} et forment une courbe simple. 

L'algorithme de segmentation se déroule ainsi dans l'espace d'échelle :
1. À l'échelle {\displaystyle \sigma =0}, tous les points sont des centres des blobs de lumières.
2. quand {\displaystyle \sigma } s’accroît continument, si le centre du blob de lumière suit la courbe des maximas et aucun autre centre de blob de lumière n'est absorbé par celle-ci, la segmentation ne change pas. Si au contraire un autre centre de blob de lumière est absorbé dans celle-ci les deux blobs de lumières fusionnent et une nouvelle segmentation est créée.
3. L'algorithme s’arrête quand tous les points sont dans un seul blob de lumière.

Une segmentation par dendrogramme hiérarchique est ainsi créée avec pour hauteurs les facteurs d'échelle.

#### Critères d'évaluation
la durée de vie d'une classe : elle est mesurée par la différence entre l'échelle où la classe apparait et celle où elle disparait. Plus précisément :   
{\displaystyle dureedevie_{\mathbb {C} _{i}}=\ln(\sigma _{2})-\ln(\sigma _{1})}.
Une classe est de qualité si sa durée de vie est importante.
l'isolation : traduit le fait que plus les classes sont éloignées, plus la segmentation est de qualité. L'isolation de la classe {\displaystyle \mathbb {C} _{i}} se mesure par la formule :
{\displaystyle isolation_{\mathbb {C} _{i}}={\frac {\sum _{x\in \mathbb {C} _{i}}e^{\frac {-\|x-p_{i}\|^{2}}{2\sigma ^{2}}}}{\sum _{x}e^{\frac {-\|x-p_{i}\|^{2}}{2\sigma ^{2}}}}}}
La densité : exprime que les éléments à l'intérieur d'une classe sont proches, et plus les classes sont compactes plus la segmentation est de qualité. On a :
{\displaystyle densite_{\mathbb {C} _{i}}={\frac {\sum _{x\in \mathbb {C} _{i}}e^{\frac {-\|x-p_{i}\|^{2}}{2\sigma ^{2}}}}{\sum _{x\in \mathbb {C} _{i}}\sum _{j}e^{\frac {-\|x-p_{j}\|^{2}}{2\sigma ^{2}}}}}}
où {\displaystyle p_{i}} est le centre de la classe  {\displaystyle \mathbb {C} _{i}} .

### Clustering partitionnant
{\displaystyle }

## Applications
Les applications de la fouille d'images concernent la lutte contre la pédophilie, la contrefaçon, la contrebande d'objets d'art, mais aussi dans la biométrie (la reconnaissance des visages, l'estimation universelle de l'âge,), en médecine (associé à l'IRM par exemple) pour le diagnostic ou la recherche...

## Acteurs
- LTU Technologies : LTU (Société franco-américaine) est un des leaders mondiaux en matière d'exploration d'images. Son expertise s'applique aussi bien dans le domaine de la lutte contre la délinquance, que le commerce en ligne, et le suivi des parutions de pub[8].

## Manifestations
- International Workshop on Image Mining (IMTA)[9]
- Image Mining Symposium [10]